# 聖佩德羅 (巴拉圭)
圣佩德罗（西班牙语：San Pedro de Ycuamandiyú）是巴拉圭圣佩德罗省的首府，距巴拉圭河25公里，气候潮湿多雨，平均气温为23℃，经济主要是农业和旅游业。